# Hírszerzési és Kutatási Iroda
Az Hírszerzési és Kutatási Iroda (Bureau of Intelligence and Research, INR), az Amerikai Egyesült Államok külügyminisztériumának (United States Department of State) hírszerző szerve, információs és elemző műhelye, a Hírszerző Közösség tagja. 
Fő feladata a diplomáciai tevékenység támogatása a hírszerzés eszközeivel és módszereivel, de a minisztériumba áramló diplomáciai jelentésekre, független szakértői elemzésekre és nyílt forrásokra is épít (all-source intelligence). Elemzéseivel hozzájárul a nemzeti kül- és biztonságpolitikai döntéshozatal megalapozásához. Az amerikai külügyminisztériumon belül itt összpontosulnak a világ országainak hírszerző, elhárító és rendvédelmi szervezeteire vonatkozó információk.
Az iroda fontos tevékenységi területe még a politikai jelentőségű földrajzi kérdések és határviták elemzése.

## Története
A szervezet elődje a második világháború idején működött nagy amerikai hírszerző szervezet, az Office of Strategic Services belüli Research and Analysis Branch (Kutató és elemző ágazat) volt. Az OSS háború utáni átszervezésekor, 1945-ben került a külügyminisztériumhoz, ahol azóta is az illetékességi körébe tartozik minden titkosszolgálati jellegű tevékenység.

## Szervezete
Vezetője közvetlenül a miniszter alárendeltségébe tartozik, egyúttal a miniszter hírszerzési ügyekben illetékes főtanácsadója. Nincs formalizált együttműködése a Hírszerző Közösség más szervezeteivel, de szükség szerint részt vesz a kongresszus és kormányzat elé terjesztett közösségi értékelő-elemző jelentések összeállításában, különös tekintettel a külpolitikai szempontokra.

## Fő vizsgálati területei
- Terrorveszéllyel fenyegető országok megfigyelése
- Diplomáciai előrejelzések várható eseményekről
- Gazdasági kihívások a világpiaci versenytársak részéről
- Környezetvédelem, emberi jogok, nemzetközi terrorizmus, tömegpusztító fegyverek elterjedése, a békefenntartás globális problémái
- Nemzetközi szervezetek és egyezmények működése, illetve betartása
- Aktuális válságövezetek

## Elhárító tevékenység
Az INR jelen van a Nemzeti Kémelhárító Politikai Testületben (National Counterintelligence Policy Board), együttműködik a Diplomácia Biztonsági Irodával (Bureau of Diplomatic Security). Együttműködik az Egyesült Államok nemzetbiztonsági közösségével a vízumkérelmek elutasítása, hírszerző értesülések megosztása és a hírigények meghatározása ügyében.